# 口语语料库
口语语料库为语言音频文件和文字副本的数据库。在语音技术里，口语语料库可用于创建声学模型，配合语音识别引擎使用。在语言学里，口语语料库可用于语音学、会话分析、方言学等方面的研究。
口语语料库主要分为朗读语料和自然口语两类。